# Sipocot
Sipocot ist eine philippinische Stadtgemeinde in der Provinz Camarines Sur, in der Verwaltungsregion V, Bicol. Sie hat 64.855 Einwohner (Zensus 1. August 2015), die in 46 Barangays lebten. Sie wird als Gemeinde der ersten Einkommensklasse auf den Philippinen eingestuft. Ihre Nachbargemeinden sind Lupi im Westen, Libmanan im Südosten, Cabusao im Osten. Im Nordosten grenzt die Gemeinde an die San-Miguel-Bucht, ein Nebengewässer der Philippinensee, in die der Bicol-Fluss fließt.
Das Gemeindezentrum liegt ca. 40 km nordwestlich der Provinzhauptstadt Pili und ist über den Maharlika Highway erreichbar. Eine regelmäßige Eisenbahnverbindung besteht zwischen Manila und Sipocot, sie wird von der Philippine National Railways betrieben.
Teile des Bicol Natural Parks liegen auf dem Gemeindegebiet.

## Baranggays
| - Aldezar - Alteza - Anib - Awayan - Azucena - Bagong Sirang - Binahian - Bolo Sur - Bolo Norte - Bulan - Bulawan - Cabuyao - Caima - Calagbangan - Calampinay - Carayrayan | - Cotmo - Gabi - Gaongan - Impig - Lipilip - Lubigan Jr. - Lubigan Sr. - Malaguico - Malubago - Manangle - Mangga - Mangapo - Manlubang - Mantila - North Centro (Pob.) | - North Villazar - Sagrada Familia - Salanda - Salvacion - San Isidro - San Vicente - Serranzana - South Centro (Pob.) - South Villazar - Taisan - Tara - Tible - Tula-tula - Vigaan - Yabo |